# Orde de Fontevrault
|  | Per a altres significats, vegeu «Fontevrault». |

L'Orde de Fontevrault és un orde monàstic, fundat per Robert d'Arbrissel en 1100 que va existir fins al 1792. L'orde tenia la particularitat que els seus monestirs eren dobles, amb comunitats masculina i femenina, però eren regits per una priora, sempre monja. Seguien la Regla de Sant Benet, per la qual cosa també rep el nom de Congregació Benedictina de Fontevrault.

## Fundació
El monestir de Fontevrault va ser fundat per Robert d'Arbrissel cap al final de 1100 a la vall de Fontevraud (prop de Saumur, Anjou), amb la intenció d'establir-hi la comunitat d'homes i dones que havia anat formant-se al seu voltant arran de les seves predicacions a la regió. Aquestes persones volien seguir el seu ideal d'austeritat i perfecció de vida, en la línia de la reforma de la vida eclesiàstica de Gregori VII.
Una de les peculiaritats majors del monestir, que va estendre's a totes les fundacions de l'orde, va ser que era una abadia "doble": hi vivien, en llocs separats del mateix monestir, comunitats d'homes i de dones. La direcció del monestir corresponia a una abadessa, que manava tant sobre la comunitat femenina com sobre la masculina, la qual cosa era una novetat absoluta. Possiblement el fundador volia, en morir, assegurar la continuïtat de l'orde deixant-lo en mans de dones, ja que era més possible que les abadesses, per provinença i formació (normalment provenien de famílies riques i nobles) tinguessin millors qualitats que els homes. Efectivament, les 36 abadesses que tingué la casa mare de Fontevrault entre 1115 i 1792 va ser de famílies nobles o de la reial. L'abadessa de Fontevrault era la superior de l'orde, amb jurisdicció sobre les priores de les altres fundacions.
L'hàbit dels monjos era negre, amb túnica, capa i caputxa; al davant i al darrere penjaven dues peces quadrades de roba anomenades roberts. L'hàbit de les monges era una túnica i cogulla blancs, caputxa, vel i faixa de llana negres.

## Regla
La regla va ser escrita per Robert d'Arbrissel entre 1116 i 1117. No es conserva, però se'n coneix el contingut per fonts indirectes. Tractava de quatre punts importants per als monjos: silenci, bones obres, menjar i hàbit. Establia que l'abadessa mai no s'hauria d'escollir d'entre les que havien passat la seva vida a Fontevrault: calia que tingués experiència del món exterior, per la qual cosa era millor que vingués de fora de l'orde. Aquesta disposició, però, va ésser abolida per Innocenci III en 1201.
Es conserven tres versions de la regla fontrevista (Patrologia Latina CLXII, p. 1079-). De fet, la redacció de Robert no és més que un annex a la regla de l'orde que ell havia establert que fos, tant els monjos com les monges, la Regla de Sant Benet. Les úniques variacions sobre la regla benedictina són les que afecten la rutina quotidiana de la vida a un monestir doble. A les monges es prescriu la més gran simplicitat en l'hàbit, estricta observança del silenci, abstinència de la carn i clausura rigorosa. La separació dels monjos és absoluta: només es compartia l'església: si una monja malalta necessitava rebre l'extrema unció havia d'ésser duta a l'església, ja que el sacerdot no podia entrar a la infermeria.
Els monjos estaven subjectes a les monges: eren homes "que per pròpia i lliure voluntat havien promès servir les monges fins a la mort per vincles d'obediència, i amb la reverència de la subjecció deguda... Han de portar una vida conventual comunitària sense cap propietat individual, conformes amb el que les monges vulguin conferir-los." Igualment, l'abadessa governa la comunitat masculina i ha de donar permís per a, per exemple, rebre novicis.

## Expansió

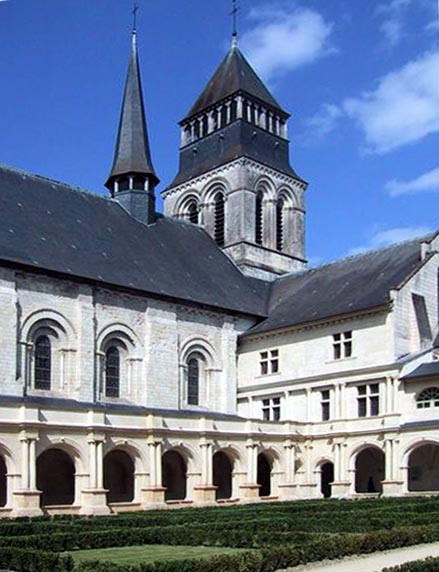
L'església i el claustre de Fontevrault.

Es diu que a la mort de Robert d'Arbrissel, en 1117, hi havia 3.000 monges a Fontevrault i, cap al 1150, 5.000. L'orde va ser aprovat per Pasqual II en 1112. La primera abadessa, Peronella de Chemillé (1115-1149), fou succeïda per Matilda d'Anjou. L'origen noble de les abadesses i de moltes monges va portar la prosperitat i el suport de molts grans senyors, a més de la protecció del papa i alguns bisbes. El primer protector va ésser el senyor de Montsoreau, que vivia prop de Fontevraud. Molts nobles el van seguir, especialment dones: Ermengarda d'Anjou (morta en 1146) va obtenir el suport del seu germà, el duc Folc V de Bretanya. El seu successor, Enric II d'Anglaterra convertí Fontevrault en abadia reial i panteó de la seva nissaga. Aquests privilegis provocaven, d'altra banda, conflictes amb els senyors locals. Cap al final del segle xii, l'orde tenia 123 fundacions, sobretot a l'oest de França, en terres dels Plantagenet: Aquitània, Llemosí i Berry.
Al final del segle xii, però, les guerres amb Anglaterra havien empobrit el país i les fundacions, i les monges havien de fer treballs manuals per sostenir els monestirs. La prosperitat tornà al segle xiv, quan Elionor de Bretanya, neta d'Enric III d'Anglaterra, prengué l'hàbit. Poc després en fou abadessa Elisabet de Valois, besneta de Lluís IX de França.
Un conflicte intern provocat pel descontentament dels monjos amb motiu de la seva posició subordinada va ocasionar una nova crisi. Durant el segle xv hi hagué intents de reforma de l'orde, que no es dugueren a terme fins a l'arribada a l'abadiat de Maria de Bretanya, germana del duc Francesc II de Bretanya, en 1457. La Guerra dels Cent Anys va portar moltes fundacions a una crisi, general per als altres ordes monàstics. Moltes fundacions comptaven amb moltes més monges que monjos; en tres priorats només vivien cinc monges i un monjo. En 1459, el papa havia permès de rebaixar el rigor de la regla. Maria de Bretanya, disconforme, va anar com a priora a La Madeleine-les-Orléans en 1471, deixant Fontevrault, i treballà en una reforma de la regla, basant-se en les directrius originals de Robert, i les de les regles benedictina i augustiniana.
El resultat, que seria la nova regla de l'orde, va ser aprovat per Sixt IV en 1475 i es va fer obligatòria per a totes les cases de l'orde. Les següents abadesses, Anna d'Orleans i Renata de Borbó, van continuar en aquest línia. La segona va restablir la disciplina en 28 priorats i va acabar d'imposar la reforma arreu, que es reflectí en l'entrada de moltes novícies d'alt rang. Quan Renata va morir, a Fontevrault hi havia 160 monges i 150 monjos. Les guerres de religió van suposar moltes pèrdues i algunes cases van desaparèixer. Als segles XVI-XVII, l'orde coneix un nou floriment, amb la protecció de la família reial dels Borbó, membres de la qual són abadesses de la casa mare de Fontevraud, que esdevé un centre espiritual i intel·lectual.
L'abadessa Lluïsa de Borbó de Lavedan va millorar les condicions dels monjos i creà seminaris teològics per a la seva formació. Jeanne-Baptiste de Borbó va pacificar l'orde: en 1641 va reformar-la deixant que els monjos poguessin organitzar-se independentment de l'autoritat de l'abadessa. Al segle xvii hi havia uns seixanta priorats de l'orde, que van donar lloc a la divisió en quatre províncies:
- la de França, amb quinze priorats;
- la d'Aquitània, amb catorze;
- la d'Alvèrnia, amb quinze més;
- la de Bretanya, amb tretze priorats.

L'orde va ésser suprimit, com tots els altres, durant la Revolució francesa. La darrera abadessa, Julie-Gilette de Pardaillan d'Antin, va morir a París en la misèria. Llavors l'abadia de Fontevrault tenia 230 monges i 60 monjos, que van ser evacuats en 1792. L'abadia, suprimida, es convertí en presó entre 1804 i 1963.
Fora de França, només va haver-hi unes poques cases a Anglaterra (Amesbury, Nuneaton i Westwood) i un a Oviedo.

## Restauració de l'orde femení
En 1803, la germana Rose, monja de Fontevrault, va obrir una escola a Chemillé, lloc d'origen de la primera abadessa. Tres anys després, hi va començar vida comunitària amb altres dones, que van fer vots temporarls. Poc després es reprengué l'ús de l'hàbit fontevrista i de la regla. En 1849 hi havia tres cases de l'orde restaurat, però només amb monges: Chemillé, Boulor i Brioude. Les monges van modificar la regla per poder-se dedicar a l'ensenyament en escoles, les cases quedaven subjectes al bisbe local i les superiores eren elegides per tres anys.